# Jamaica Defence Force Air Wing
Der Jamaica Defence Force Air Wing (JDF AW) ist das Luftgeschwader der Jamaica Defence Force und stellt die Luftstreitkräfte der jamaikanischen Streitkräfte dar.

## Geschichte
Mit der Neugründung nationaler Streitkräfte im Rahmen der 1962 erlangten Unabhängigkeit des Landes, wurde Anfang 1963 mit der Luftstaffel Jamaica Air Squadron der Jamaica National Reserve mit zunächst vier rekrutierten Piloten des Jamaica Flying Clubs erstmals eine provisorische nationale Luftunterstützungskomponente aufgestellt. Alle vier waren ausgebildete Luftfahrzeugführer der Royal Air Force und waren die ersten Ausbilder für Piloten in den jungen jamaikanischen Streitkräften. Da die Jamaica Defence Force zu diesem Zeitpunkt noch über keine eigenen Luftfahrzeuge verfügte, mussten die Piloten mit eigenen Flugzeugen fliegen und schulen.
Am 3. Juli 1963 wurde der Jamaica Defence Force Air Wing dann offiziell aufgestellt, am 9. Juli wurden von der US-Regierung vier Cessna 185B geliefert (Luftfahrzeugkennzeichen JDF A-1 bis JDF A-4). Zur Ausbildung wurden zwei Flugtrainer der United States Air Force bereitgestellt. Am 11. Oktober 1963 bekam das Luftgeschwader mit Major Leslie Whittingham-Jones, einem Hubschrauber-Fluglehrer des britischen Army Air Corps (AAC), seinen ersten offiziellen Commanding Officer (CO) zuversetzt. Seine Aufgabe war die Organisation und die Ausbildung der Luftunterstützungskräfte. Er führte auch das hellblaue Barett für die Angehörigen der Luftstreitkräfte ein. Kurz nach seiner Zuversetzung wurde der erste Drehflügler zugeführt, eine Bell 47G-3B-1 (Luftfahrzeugkennzeichen JDF H-1). 1961 wurde mit der Gründung der Jamaica Combined Cadet Force Air Section die truppengattungsspezifische Offizierausbildung abgebildet. Im März 1964 folgte der zweite Hubschrauber. Nach und nach folgten weitere Hubschrauber der Flugmuster Bell 206 und Bell 212.
Unterstellt war der Verband in der Anfangszeit der Garrison Administrative Unit im Up Park Camp, aus der 1973 das dortige Versorgungs- und Unterstützungsbataillon (Support and Services Battalion) hervorging. Am 1. April 1977 wurde der Jamaica Defence Force Air Wing eine eigene Teilstreitkraft. Im Mai 1981 wurden die Starrflügler geschlossen auf den Flughafen Norman Manley International verlegt. Für die dortige JDF Air Wing Manley Base, auch als „A1“ bezeichnet, wurde auf dem Flughafen am 12. Februar 1988 der Hangar „Eagles Nest“ („Adlernest“) eröffnet. Die Schulflugzeuge und -hubschrauber sind in der Caribbean Military Aviation School stationiert. Die Ausbildung der Piloten und Luftfahrzeugtechniker erfolgt auch in den Vereinigten Staaten, dem Vereinigten Königreich und in Kanada. Die Ausbildung der Piloten in Kanada wurde im April 1972 eingestellt.

### Commanding Officers
Quelle:
| Zeitraum  | Kommandeur                                              |
| --------- | ------------------------------------------------------- |
| 1963–1965 | Major Leslie Whittingham-Jones                          |
| 1965–1969 | Major Robert James Neish                                |
| 1969–1971 | Major George Brown                                      |
| 1971–1977 | Lieutenant Colonel Anthony C. „Bunny“ De V. Stern       |
| 1977–1979 | Major Effiom Whyte                                      |
| 1979–1980 | Lieutenant Colonel Anthony C. De V. Stern               |
| 1980–1982 | Lieutenant Colonel Torrance D. G. Lewis                 |
| 1982–1985 | Lieutenant Commander John McFarlane                     |
| 1985–1987 | Major Errol Alliman                                     |
| 1987–1991 | Lieutenant Colonel Oscar Derby                          |
| 1991–1995 | Lieutenant Colonel Stewart Emerson St. Leonard Saunders |
| 1995–2000 | Lieutenant Colonel Oscar Derby                          |
| 2000–2003 | Lieutenant Colonel Antony Bertram Anderson              |
| 2003–2012 | Lieutenant Colonel Geoffrey Roper                       |
| 2012–???? | Lieutenant Colonel Jaimie Stuart Archibald Ogilvie      |
| seit ???? | Major Noel Lewis                                        |

## Luftfahrzeuge

### Aktuelle Flugmuster
Quelle:
| Hersteller   | Modell       | Verwendung                 | Herstellungsland   | Anzahl       | Anmerkungen                       | Bilder       |
| Starrflügler | Starrflügler | Starrflügler               | Starrflügler       | Starrflügler | Starrflügler                      | Starrflügler |
| ------------ | ------------ | -------------------------- | ------------------ | ------------ | --------------------------------- | ------------ |
| Beechcraft   | King Air 350 | Seefernaufklärer           | Vereinigte Staaten | 1            |                                   |              |
| Diamond      | DA42-L360    | Schulflugzeug              | Österreich         | 2            | seit 2013                         |              |
| Drehflügler  |              |                            |                    |              |                                   |              |
| Bell         | Bell 407     | Unterstützungshubschrauber | Vereinigte Staaten | 3            | seit 2007                         |              |
| Bell         | Bell 206     | Unterstützungshubschrauber | Vereinigte Staaten | 1            | seit 2008                         |              |
| Bell         | 412EP        | Unterstützungshubschrauber | Vereinigte Staaten | 2            | seit 1998; eine Maschine bestellt |              |
| Bell         | Bell 429     | Unterstützungshubschrauber | Vereinigte Staaten | 7            | 2 weitere bestellt                |              |

### Außer Dienst gestellte Flugmuster
- Bell 47G Sioux: 2 Hubschrauber im Zeitraum von 1963 bis 1964
- Bell 212 Twin-Huey: 3 Hubschrauber im Zeitraum von 1973 bis 1999
- Bell 222 UT: 1 Hubschrauber im Zeitraum von 1986 bis 1988
- Bell UH-1 Iroquois: 4 Hubschrauber im Zeitraum von 1989 bis 1998
- Beech B60 Duke: 1 Flugzeug im Zeitraum von 1975 bis 2003
- Beechcraft King Air A100: 1 Flugzeug im Zeitraum von 1975 bis 2003
- Eurocopter AS 355N Ecureuil 2: vier Hubschrauber im Zeitraum von 1999 bis 2009
- Cessna 185 Skywagon: 4 Flugzeuge im Zeitraum von 1963 bis 1985
- de Havilland Canada Twin Otter: 2 Flugzeuge im Zeitraum von 1967 bis 1980
- Islander BN-2A: Flugzeug im Zeitraum von 1974 bis ?
- 210M Centurion: Flugzeug im Zeitraum 1983 bis ?
- DA 40-FP: Flugzeug im Zeitraum 2006 bis ?